# Luca Patakfalvy
Luca Patakfalvy, född 3 december 2000, är en ungersk taekwondoutövare. 

## Karriär
I april 2021 vid EM i Sofia tog Patakfalvy brons i 53 kg-klassen. I juni 2023 vid europeiska spelen i Kraków-Małopolska tog hon ännu ett brons i 53 kg-klassen.